# NGC 7192
NGC 7192 (другие обозначения — PGC 68057, ESO 108-12) — эллиптическая галактика (E) в созвездии Индеец.
Этот объект входит в число перечисленных в оригинальной редакции «Нового общего каталога».